# Loudness war

Illustratie van geluidsniveaus van verschillende versies van Something van The Beatles

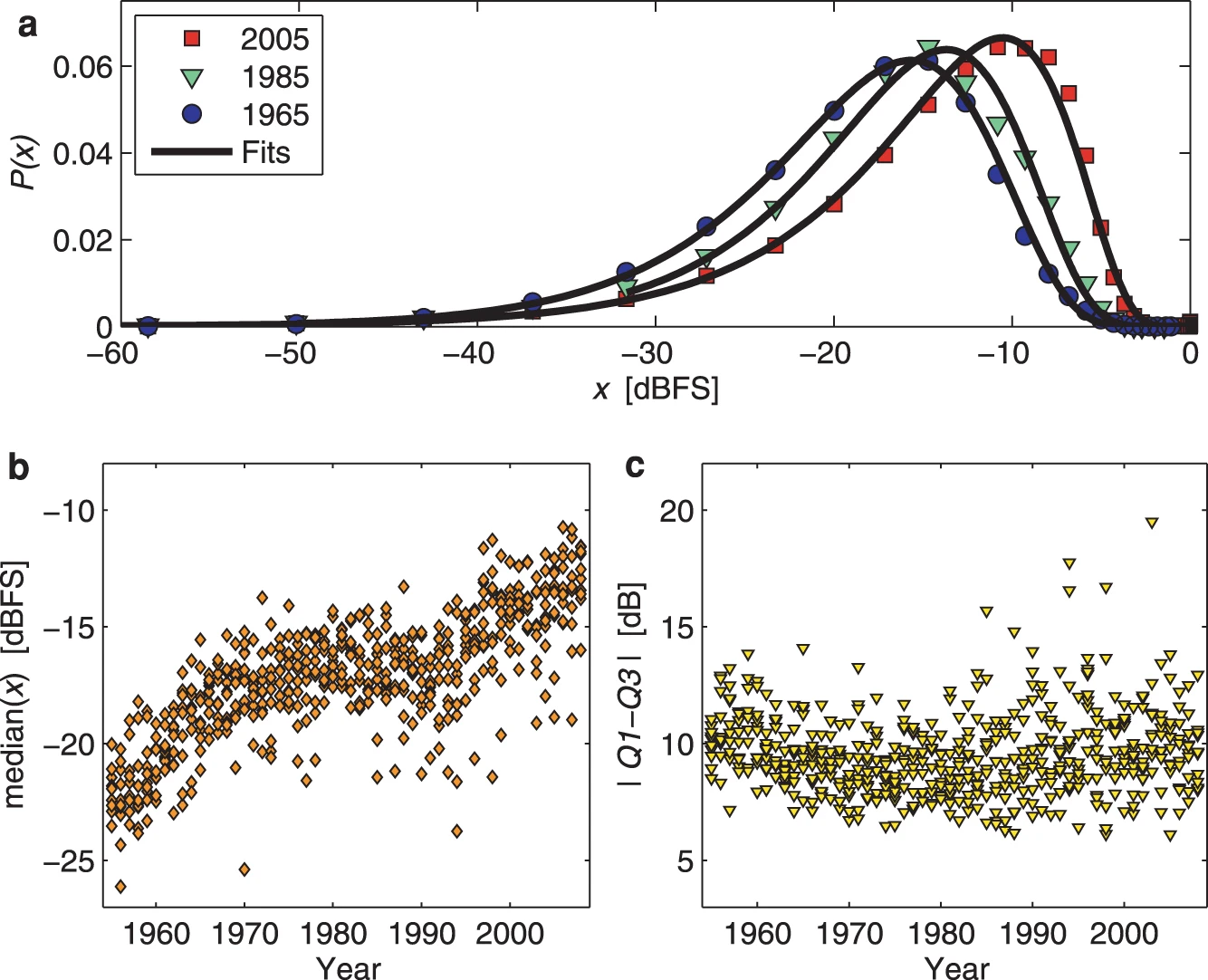
De evolutie van de luidheid-distributie laat een toename zien van 1965 naar 2005

De loudness war (luidheid-oorlog) is de trend om de indruk van het geluidsniveau van muziekopnames te verhogen. 
Geen enkele artiest wil dat zijn of haar muziek in een uitzending zachter klinkt ten opzichte van muziek van anderen, dus voor de zekerheid werd muziek steeds luider gemaakt. De gemiddelde luidheid van muziekopnames wordt verhoogd ten koste van de dynamiek. Dit kan de luisterervaring nadelig beïnvloeden. 
Het verhogen van luidheid werd al beschreven in de jaren 1940.
Met de komst van de compact disc werd muziek gecodeerd in een digitaal formaat met een niet-overschrijdbaar maximum van de amplitude. Wanneer deze piekamplitude is bereikt kan de luidheid alleen nog door middel van selectieve versterking van de zachtere passages verder worden verhoogd. Het resultaat is gebrek aan dynamiek; alle instrumenten en stemmen klinken even hard.

## Media-aandacht
De term werd in 2008 breed in de media genoemd na het uitkomen van Metallica's album Death Magnetic waarop dit proces uitzonderlijk was doorgevoerd. Het probleem werd benoemd door luisteraars en professionals in de muziekindustrie, en beschreven in meerdere internationale publicaties zoals Rolling Stone, The Wall Street Journal en Wired.

## Radio en televisie
Het verhogen van de luidheid werd ook toegepast in radio- en televisiereclame, die hiermee bijdroegen aan de loudness war. Elke adverteerder wil opvallen en reclame werd daarom zo hard mogelijk gemaakt. De verschillen in luidheid tussen programma's en zenders werd regelmatig aangehaald als kritiek van luisteraars. Langdurig luisteren naar harde geluiden of muziek kan resulteren in luistermoeheid.
Het probleem van te luide reclameblokken werd door de European Broadcasting Union (EBU) aangepakt door de invoering van luidheidnormalisatie, ook wel bekend als richtlijn EBU R128. Voorheen werden alleen de piekniveaus begrensd, een gemiddeld niveau was nog niet meetbaar volgens een standaard. Vanaf 1 januari 2012 wordt materiaal alleen nog geaccepteerd dat voldoet aan de EBU R128 norm.